# 마음을 담아/해피해피
〈마음을 담아/해피해피〉(일본어: 心こめて/ハピハピ 코코로코메테/해피해피[*])는 벡키가 ‘벡키♪♯’(ベッキー♪♯) 명의로 발매한 1번째 싱글이다. 2009년 12월 2일에 EMI 뮤직 재팬에서 발매됐다.

## 개요
벡키가 ‘벡키♪♯’ 명의로 처음으로 발매한 작품이다. 표제곡 〈마음을 담아〉의 타이업은 모두 닛폰 TV계열의 방송 타이업이다. 표제곡 〈해피해피〉는 TV 애니메이션 《크레용 신짱》(짱구는 못말려)의 오프닝 테마이다.

## 수록곡
1. 마음을 담아(心こめて) [4:45]
  - 작사: 벡키♪♯, 작곡: 이치카와 요시야스, 편곡: 나카무라 타이치
2. 해피해피(ハピハピ) [3:18]
  - 작사; 벡키♪♯, 작곡: Splash Candy, 편곡: 혼다 유이치로
3. WBC [3:59]
  - 작사 · 작곡: 벡키♪♯, 편곡: 혼다 유이치로
4. 마음을 담아 (instrumental)
5. 해피해피 (instrumental)
6. WBC (instrumental)

## 타이업
| 곡명        | 타이업                                                   |
| ----------- | -------------------------------------------------------- |
| 마음을 담아 | 닛폰 TV계열 《슷키리!!》 엔딩 테마                       |
| 마음을 담아 | 닛폰 TV계열 《카운트다운 다큐먼트 초읽기!》 엔딩 테마    |
| 마음을 담아 | 닛폰 TV계열 《훗톤다》 2009년 12월 엔딩 테마             |
| 마음을 담아 | 닛폰 TV계열 《음악전사 MUSIC FIGHTER》 POWER PLAY        |
| 해피해피    | TV 아사히계열 《크레용 신짱》(짱구는 못말려) 오프닝 테마 |
| WBC         | 《제트스타 항공》 CM 송                                  |